# Pulverturm (Greiz)

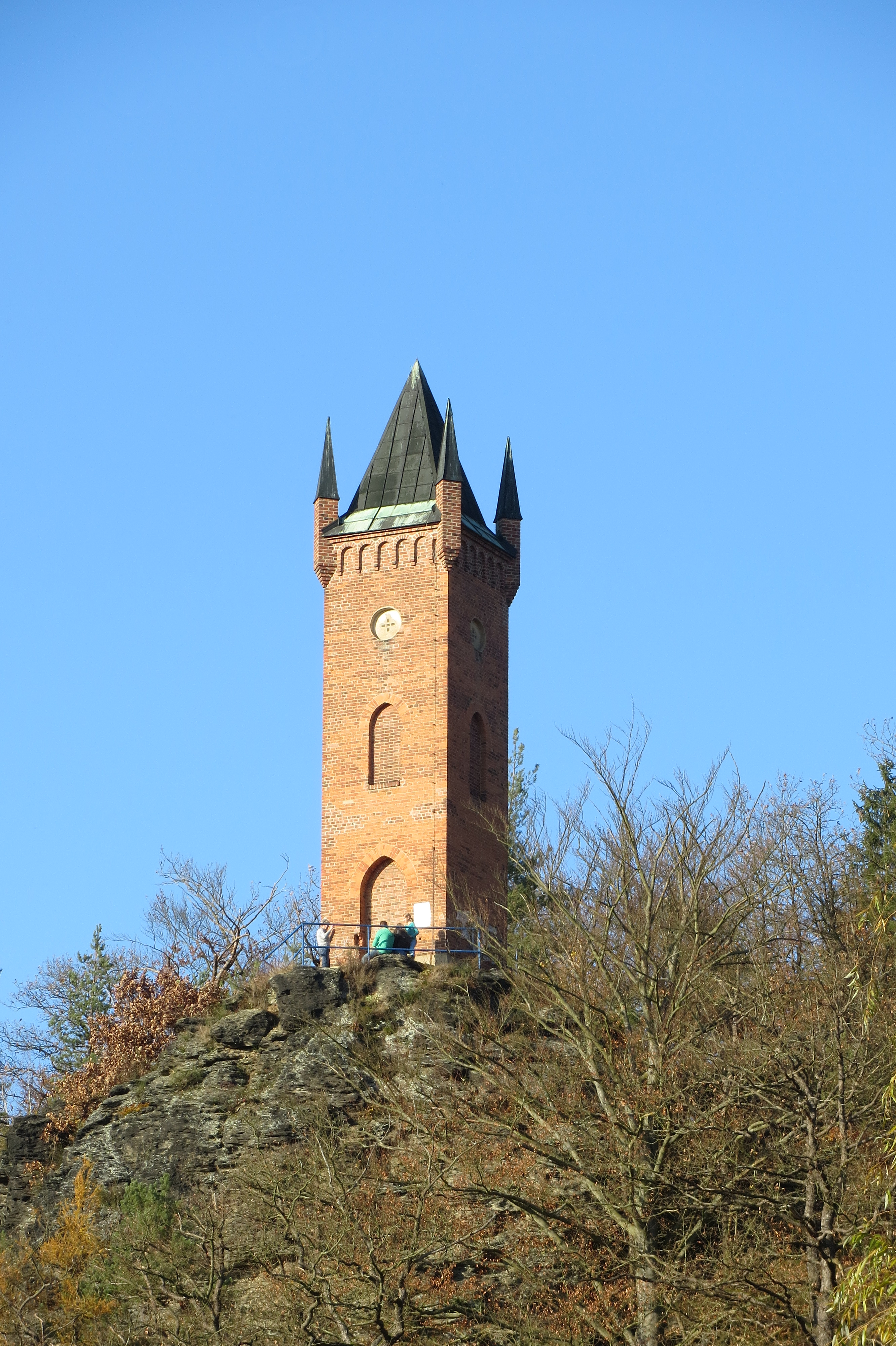
Pulverturm in Greiz

Der Pulverturm befindet sich am nördlichen Stadtrand von Greiz.
Um die sichere Unterbringung des Schießpulvervorrats des Reuß-Greizer Militärs außerhalb der Stadt zu ermöglichen, wurde der Turm 1841 auf einer Felsspitze des Roth-Berges errichtet. Der Standort befindet sich 325 m ü. NHN auf Pohlitzer Flur. Der Pulverturm besteht aus roten Backsteinen, hat eine Grundfläche von 14 m², ist etwa 12 m hoch, hat ein vierseitiges Spitzdach und an den vier Ecken je ein Türmchen von derselben Form.
Mit der Einführung von Hinterladern beim Greizer Militär nach dem Deutschen Krieg verlor der Turm 1866 seine ursprüngliche Bestimmung. Nachdem das restliche Schießpulver an die Schützengesellschaft verkauft worden war, diente der Pulverturm einige Zeit zum Einlagern von Material für Eissprengungen auf der Weißen Elster.
Nach mehreren Dachreparaturen drohte Anfang des 20. Jahrhunderts der Abriss des funktionslosen Bauwerkes. Der Greizer Regent Heinrich XXVII. bestimmte jedoch, dass der Turm erhalten bleibt, und stellte die dafür notwendigen Mittel zur Verfügung.
Nach dem Ersten Weltkrieg verschlechterte sich der Zustand des Pulverturms erneut. Insbesondere das Dach bedurfte dringend der Erneuerung. Diesmal war es der Greizer Papierfabrikant Felix Günther, der durch eine Spende die notwendigen Arbeiten im Jahr 1924 ermöglichte. Zusätzlich zur Dachreparatur wurden die Fenster und Türen vermauert, um dem Vandalismus und dem Vagabundieren im Turm einen Riegel vorzuschieben.
Auch nach dem Zweiten Weltkrieg dauerte der Verfall des Pulverturms an. Anfang der 1980er Jahre war die Dachkonstruktion nicht mehr zu retten und durch unvernünftige Besucher wurden Löcher ins Mauerwerk geschlagen, die sich durch Wettereinwirkungen immer weiter vergrößerten. Aus dem Hauptdach wuchs eine ca. 2 m hohe Birke.
Im Jahr 1981 erfolgte schließlich die bislang letzte Reparatur. Die Löcher im Mauerwerk wurden verschlossen, der obere Turmteil wurde etwa einen Meter weit abgetragen und neu gemauert. Das Dach musste komplett ersetzt werden.
Heute ist der Standort des Pulverturms ein beliebter Aussichtspunkt, den man am einfachsten über den am Ausgang des Krümmetales beginnenden und hinter dem Pflegeheim „Anna Seghers“ bergauf führenden Wanderweg erreicht.